# Young, Rich & Dangerous
A Young, Rich & Dangerous a harmadik, és egyben utolsó stúdióalbuma az amerikai Kris Kross hiphopduónak. Az album előkészületeiben Jermaine Dupri segédkezett, valamint közreműködött Da Brat, Aaliyah, és Mr.Black. Az album 1996. január 9-én jelent meg, és arany fokozatú helyezést kapott az eladások alapján. Az albumról két kislemez jelent meg.

## Tracklista
1. "Some Cut Up" - 1:45
2. "When the Homies Show Up" - 1:31
3. "Tonite's tha Night" - 3:16
4. "Interview" - 0:39
5. "Young, Rich and Dangerous" - 3:50
6. "Live and Die for Hip Hop" featuring Da Brat, Aaliyah, Jermaine Dupri & Mr. Black - 3:43
7. "Money, Power and Fame" Featuring Chris Terry - 3:48
8. "It's a Group Thang" - 0:51
9. "Mackin' Ain't Easy" featuring Mr. Black - 2:58
10. "Da Streets Ain't Right" - 3:00
11. "Hey Sexy" Featuring Chris Terry - 3:40
12. "Tonite's tha Nite (Remix)" - 3:41

## Felhasznált dalok, hangminták
- "Tonite's Tha Night"
  - "Riding High" by Faze-O
- "Da Streets Ain't Right"
  - "Talking in Your Sleep" by The Romantics
  - "Warning" by The Notorious B.I.G.
- "Live and Die for Hip Hop"
  - "Baby Come to Me" by Regina Belle
- "Mackin' Ain't Easy"
  - "Love Will Find a Way" by Lionel Richie
- "Money, Power and Fame (Three Thangs Thats Necessities)"
  - "I Need Love" by LL Cool J
- "Some Cut Up"
  - "Intimate Connection" by Kleeer
- "Tonight's Tha Night" (Remix)
  - "Deep Cover" by Dr. Dre

## Külső hivatkozások
- Discogs.com[1]
- A Kris Kross az Allmusic.com oldalon[2]